# Останні страви
Останні страви (англ.Last Meals) - майбутній драматичний фільм режисера Раміна Бахрані. У фільмі розповідається історія шеф-кухаря, який готує останні страви для засуджених до смертної кари.

## Сюжет
Фільм досліджує моральні та етичні аспекти смертної кари через призму шеф-кухаря, який готує останні страви для засуджених. Це історія про співчуття, провину та спокуту.

Історія про Волтера Карата, колишнього шеф-кухаря Білого дому, чиє падіння приводить його на кухню в'язниці суворого режиму, де він готує для ув'язнених, засуджених до смертної кари. Бойд Голбрук зіграє Джеффрі Ріда, ув'язненого, засудженого до смертної кари, який вирішує оголосити голодування і чия постійна відмова від їжі дратує його на кожному кроці. Їхня ворожнеча досягає точки кипіння, доки Волтер не протистоїть Ріду, що запускає несподівано глибший зв'язок -  Волтер починає вірити в невинність Ріда. Коли вони зближуються, Волтер сповнений рішучості дізнатися правду...

## Виробництво
Проєкт був представлений у 2022 році. Головну роль у фільмі виконував Делрой Ліндо, а режисером був британський кінорежисер Адевале Акіннуойє Агбадже. Пізніше головну роль мав зіграти Семюел Джексон, а режисером був Ендрю Левітас.
Тюремна драма, основні зйомки якої розпочнуться в Ірландії пізніше цього року (2025)  з'явилася за сценарієм Джастіна П'ясецького («Естафета»), що отримав премію AMPAS Nicholl. Це історія, що досліджує ідеї провини, смертної кари та спокути крізь призму їжі найвищого ґатунку та найвідомішої страви у світі: вівсянки (птах)
Номінантка на премії «Еммі» та «Золотий глобус» Рене Таб  розробила дизайн фільму та виступить продюсером для Sentient Entertainment. Крістофер Таффін  зі Strong Island також виступить продюсером.

## У ролях
- Мадс Міккельсен - Волтер Карат
- Бойд Голбрук - Джеффрі Рід

1. ↑  Ritman, Alex (7 травня 2025). Mads Mikkelsen to Play Death Row Chef in ‘Last Meals’ for Director Ramin Bahrani, HanWay Selling in Cannes (EXCLUSIVE). Variety (амер.). Процитовано 21 травня 2025.